# Felix Menzel (Publizist)
Felix Menzel (* 8. Oktober 1985 in Karl-Marx-Stadt) ist ein deutscher neurechter Publizist und politischer Aktivist. Er ist Gründer, Herausgeber und Chefredakteur der Jugendzeitschrift Blaue Narzisse. Er gilt als eine der Schlüsselfiguren der rechtsextremen Identitären Bewegung in Deutschland. Gegenwärtig (2025) ist Menzel Pressesprecher der AfD-Fraktion im Sächsischen Landtag.

## Leben

### Studium, Sport und Familie
Felix Menzel besuchte das Alexander-von-Humboldt-Gymnasium Chemnitz. Nach dem sächsischen Abitur 2005 absolvierte er bis 2011 ein Magisterstudium (M.A.) der Medien- und Kommunikationswissenschaften, Politikwissenschaft und Betriebswirtschaftslehre an der Martin-Luther-Universität Halle-Wittenberg im benachbarten Sachsen-Anhalt.
Seit 1993 betreibt er Karate. Er gewann 1999 bei den Sächsischen Jugendmeisterschaften den dritten Platz (Kumite) und war 2000 Deutscher Mannschaftsmeister (Kata und Kumite). Heute ist er als Trainer aktiv und trägt den 2. Dan (schwarz).
Menzel ist verheiratet und hat drei Kinder. 

### Burschenschaftliche Kontakte
Mit einer Gruppe von Mitschülern begründete er 2002 die Pennale Burschenschaft Theodor Körner zu Chemnitz, die von 2004 bis 2006 Beobachtungsobjekt des Landesamtes für Verfassungsschutz Sachsen war. Bis 2007 war er Vorsitzender des Dachverbandes Allgemeiner Pennäler Ring (APR). Er pflegt bis heute Kontakte ins DB-organisierte burschenschaftliche Milieu, so war er u. a. Vortragender bei der Alten Halleschen Burschenschaft (AHB!) Rhenania-Salingia zu Düsseldorf, der Marburger Burschenschaft Germania, der Burschenschaft Danubia München und der Burschenschaft Teutonia Prag zu Würzburg. Letztere sind Vertreter der Burschenschaftlichen Gemeinschaft (BG).
2010 beleidigte er die Grünen-Politikerin Claudia Roth in einem Referat bei der Burschenschaft Normannia-Nibelungen zu Bielefeld. Daraufhin stellte Roth Strafanzeige und erklärte über ihren Sprecher, die Veranstaltung mache „rechtsextremistische Weltbilder salonfähig“. Das Amtsgericht Chemnitz verurteilte ihn 2012 wegen Beleidigung zu einer Geldstrafe in Höhe von 1.350 Euro.

### Zeitschriftengründung Blaue Narzisse
Noch als Schüler (2004) begründete Menzel mit dem Künstler Benjamin Jahn Zschocke, ebenso pennaler Burschenschafter und früherer Mitarbeiter der Chemnitzer Stadtratsfraktion der Republikaner, die Chemnitzer Jugendzeitschrift Blaue Narzisse (BN), deren Chefredakteur er bis heute ist. Zu dieser Zeit engagierte sich Menzel auch im neurechten Freibund. 2006 ging das Projekt online. Sie wird dem Umfeld des neurechten Instituts für Staatspolitik (IfS) zugerechnet. Außerdem fungiert er seit 2010 als Vorsitzender des mittlerweile gemeinnützigen Fördervereins der Narzisse Verein für Journalismus und Jugendkultur, der auch den Rainer Maria Rilke-Jugendkulturwettbewerb ausrichtet.
Bild sprach 2008 in Bezug auf die Blaue Narzisse von einem „braunen Sumpf“. Menzel sah sich in der Folge durch mehrere Artikel in Tageszeitungen der Axel Springer AG denunziert. Er erklärte, dass er „entschieden jede Form eines rassisch begründeten Sozialismus ablehne und nichts mit Fremdenfeindlichkeit und Antisemitismus zu tun habe“. Er bezeichnet sich selbst als Neurechten oder Rechtskonservativen. Der Politikwissenschaftler Arno Klönne stimmte dieser Selbsteinschätzung zu.
Menzel unterstützte mit seinem Blatt die bis 2024 in Dresden stattfindenden PEGIDA-Demonstrationen. Nach Helmut Kellershohn gehört seine Zeitschrift nunmehr zum „jungkonservativen Netzwerk“ des IfS-Milieus.

### Referent, Organisator und Publizist der Neuen Rechten
2010 nahm Menzel an einer Veranstaltung des 2005 gegründeten NPD-nahen „Bildungswerks für Heimat und nationale Identität e. V.“ teil, in der Hoffnung, wie er schrieb, auf „eine Schnittstelle zwischen Theorie und Praxis“. Anfang Februar 2011 übernahm Menzel gemeinsam mit Erik Lehnert in Eisenach die Moderation der Veranstaltung Sarrazin lesen. Außerdem nahm er beispielsweise 2012 als Vortragender an den Akademien des IfS teil und ist seit Oktober 2009 Stammautor des neurechten Theorieorgans Sezession. 2013 initiierte er bereits das in der Öffentlichkeit umstrittene Zentrum für Jugend, Identität und Kultur in Dresden. Nachdem er bereits 2013 Mitorganisator der durch Kubitschek begründeten neurechten Messe „zwischentag“ war, fiel die alleinige Organisation 2014 auf dem Haus der Alten Breslauer Burschenschaft der Raczeks in Bonn, welches als Ausweichquartier fungierte, in seinen Aufgabenbereich. 2015 war er erneut für die umstrittene Büchermesse, diesmal auf dem Haus der Erlanger Burschenschaft Frankonia, verantwortlich. Bei den Zwischentagen waren auch wiederholt Aussteller (Verlage, Zeitschriften u. a.) aus dem rechtsextremen Spektrum vertreten, beispielsweise die Identitäre Bewegung. Menzel gab rechtsextremen Zeitschriften wie Zuerst! oder Die Aula Interviews. Ende Februar 2016 schrieb Menzel auf der Website der Blauen Narzisse über einen angeblichen Hass auf die Sachsen, die z. B. in Clausnitz einfach zivilen Ungehorsam und vielerorts „bodenständigen Protest“ an den Tag gelegt hätten (Ausschreitungen gegen Flüchtlinge in Clausnitz). Die Presse hingegen verdeutliche, so Menzel, dass ein „Umbau Deutschlands in einen autoritären Vielvölkerstaat“ gewünscht sei, „in dem die einheimische Bevölkerung nichts zu melden“ habe. Im Mai 2016 referierte er beim AfD-Kreisverband Mittelthüringen zum Thema „Der vertagte Bürgerkrieg – warum es nicht kracht, obwohl es krachen müßte“. Dort erklärte Menzel, „daß der Staat immer noch in der Lage ist, durch die Leistungen des Sozialstaates die Menschen vom offenen Aufbegehren abzuhalten, was aber nur solange funktioniert, wie eine Mehrheit die dafür nötigen Mittel erwirtschaftet“.
Außerdem war Menzel Autor beim Jugendmagazin und Onlinemedium idealisten.net des evangelikalen Nachrichtenportals Idea. Er wurde überdies 2008 als Referent zum Vortrag „Mit den gleichen Waffen zurückschlagen“ der Jungen Union Hamburg geladen. 2012 kam er einer Einladung des konservativ-katholischen „Ellwanger Kreises“ zum Thema „Deutsche Opfer, fremde Täter. Ausländergewalt in Deutschland“ nach. Auf der thematisch dazugehörigen Webseite betreut er als Redakteur den Chronikteil.

### Politischer Aktivismus und Identitäre Bewegung
Gemeinsam mit dem neurechten Verleger und Politaktivisten Götz Kubitschek organisierte er die „Konservativ-Subversive Aktion“ (KSA). So demonstrierten beide 2009 in „schwarze[n] Hemden“ in Berlin gegen die Teilnahme der Bundeskanzlerin an den Gedenkfeiern zum Ende des Ersten Weltkriegs in Frankreich.
2013 recherchierten die Süddeutsche Zeitung und der Mitteldeutsche Rundfunk, dass Menzel im Internet „als Ansprechpartner des deutschen Ablegers der“ Identitären Bewegung auftrete, was dieser allerdings abstritt. Menzel gab an, dass er mit der Bewegung „sympathisiere“, wenngleich es keine organisatorische Überschneidung gebe. Darüber hinaus verkaufte er über den Onlineshop der Blauen Narzisse zahlreiche Aufkleber der Bewegung. Menzel referierte u. a. in der identitären Projektwerkstatt Karben. Der Erziehungswissenschaftler Benno Hafeneger rechnete Menzel Anfang 2014 zur gut vernetzten Szene rund um die Identitären. Nach Meinung der Politologen Gudrun Hentges, Gürcan Kökgiran und Kristina Nottbohm gehört Menzel mit Kubitschek, Martin Lichtmesz und Johannes Schüller zur „Bewegungselite“ der Bewegung in Deutschland. Noch bevor die Bewegung in Deutschland bekannt wurde, hätten die Verantwortlichen die Konzeption der französischen Bewegung übernommen, wie Kökgiran und Nottbohm schlussfolgern.
In Italien lernte er – wie auch Kubitschek – die neofaschistische Bewegung CasaPound kennen.
Als Ziel formulierte Menzel in der Blauen Narzisse 2007, man wolle „an einer rechten Milieubildung mitarbeiten“. Dafür habe man „das journalistische Betätigungsfeld gewählt“. Viele der Redakteure und Autoren engagierten sich zudem „in Schüler- und Studentenverbindungen oder in der Bündischen Jugend“.

### Zeitschrift „Recherche D“
Felix Menzel gibt auch die Zeitschrift Recherche D (D für Dresden) heraus, die seit Mai 2018 viermal im Jahr im Umfang von etwa 50 Seiten erscheint und das erste publizistische Projekt der Neuen Rechten ist, das sich auf ökonomische Themen konzentrieren will. Andreas Speit schrieb Ende April 2018 in einem Artikel für die taz: „Erste Selbstdarstellungen, Artikel und Kommentare sind bereits online. Sie deuten eine wirtschaftspolitische Richtung an […], was passiere, wenn der ‚Globalkapitalismus‘ zusammenbreche. ‚Wie kann der Einzelne, die Familie, das Dorf, die Region und die Nation frei wirtschaften, ohne dabei Gemeinschaften oder die Umwelt zu zerstören‘.“

## Bücher und Rezeption

### „Medienrituale und politische Ikonen“
Im Jahr 2009 verfasste Menzel das Buch Medienrituale und politische Ikonen, welches in der Edition Antaios erschienen ist. Es wurde vom Autor Robert Scholz auf dem Portal Endstation Rechts rezensiert. Er resümierte: „Um die Wahrnehmungsschwelle der Massenmedien zu überschreiten, fordert Felix Menzel, Chef von ‚Blaue Narzisse‘, sein rechtes politisches Milieu dazu auf, Ikonen zu schaffen. Diesen Appell packt der Student der Kommunikationswissenschaft in eine Medienkritik, die keine ist und begibt sich damit in eine Sackgasse.“

### „Junges Europa. Szenarien des Umbruchs“
Gemeinsam mit Philip Stein veröffentlichte er 2013 die Schrift Junges Europa. Szenarien des Umbruchs, die bei der Edition Antaios vertrieben wird. Als „Vision für die Zukunft“ sieht er darin „ethnische Kontinuität, nationale Identität und Selbstbestimmung“. Der Autor Jens Kassner rezensierte in einem Nutzerbeitrag für die linke Wochenzeitung der Freitag: „Leider versuchen sich Menzel und Stein weder an einer Definition für Nation noch an einer für Volk. Doch diese Unbestimmtheit ist Absicht, erschwert sie doch eine Gegenargumentation. Immerhin sind sie realistisch genug, eine Wiederkehr nationaler Autarkie für unmöglich zu halten. Ihre Suche nach Auswegen aus diesem verbauten Rollback ist dann aber wieder typisch rechts, also von ethnozentrischen Prämissen ausgehend.“